# Royaume de Garo
Le royaume de Garo ou Boscha est un ancien royaume d'Éthiopie.

## Géographie
Il avait pour frontières, au nord, le Janjero, à l'est la rivière Omo et au sud la rivière Gojeb qui le séparait du royaume de Kaffa. Le royaume occupait les versants est et sud du massif des monts Maigudo.

## Histoire
Le royaume est déjà mentionné au XVIe siècle lorsque Sarsa Dengel convainc son roi de devenir chrétien. Abba Gomol (en), roi de Jimma, conquiert le royaume vers 1862-1878. Jules Borelli qui parcourt les contrées de l'ancien royaume en 1887-1888 dresse les noms des différents rois qu'il a recueillis des traditions orales :
- Agato
- Doukamo
- Tchawaka
- Lélisso
- Toubbé
- Libani.

Abba Gomol renverse et met à mort Libani, ravage le pays et en capture les habitants.
Lorsque Borelli visite le secteur la langue qui y est parlée est le Kafa.